# Putovanje tamnom polutkom (1995.)
Putovanje tamnom polutkom hrvatska je dugometražna ratna drama iz 1995. redatelja Davora Žmegača prema scenariju Žmegača i Pavla Pavličića. Na 42. pulskom filmskom festivalu 1995. osvojio je Zlatnu arenu za najbolju glazbu. 

## Radnja
Turbo Đingl, dječji zabavljač i voditelj popularne istoimene dječje emisije bježi iz Zagreba od dvojice utjerivača dugova. Na putu mu se pridruži i dječak Vrabac koji bježi od svog nasilnog starijeg brata te Tina, mlada žena u potrazi za slavom. Svo troje odlazi u turu po Lici po kojoj još uvijek bjesni rat gdje uspijevaju lokalnom stanovništvu podariti nadu u bolju budućnost, a i jedni drugima postati obitelj. 